# Liste der denkmalgeschützten Objekte in Sierndorf
Die Liste der denkmalgeschützten Objekte in Sierndorf enthält die 31 denkmalgeschützten, unbeweglichen Objekte der niederösterreichischen Marktgemeinde Sierndorf im Bezirk Korneuburg.

## Denkmäler
| Foto |                 | Denkmal                                                                                       | Standort                                                       | Beschreibung | Metadaten |
| ---- | --------------- | --------------------------------------------------------------------------------------------- | -------------------------------------------------------------- | --- | --- |
| ja   | Datei hochladen | Kath. Pfarrkirche hl. Johannes der Täufer HERIS-ID: 5129 Objekt-ID: 991                       | gegenüber Kirchenplatz 5 Standort KG: Höbersdorf               | Die spätbarocke Pfarrkirche hl. Johannes der Täufer, 1784 in der Achse der ansteigenden Dorfstraße am östlichen Ortsende von Höbersdorf errichtet, ist eine lang gestreckte, halbkreisförmig geschlossene Saalkirche mit Rundbogenfenstern, Pilastergliederung und beidseitigen Anbauten. Der faschengegliederte vorgestellte Fassadenturm von 1801 ist durch Volutengiebelanschwünge und Gesimsverklammerung in die Langhausfassade eingebunden und hat einen Zwiebelhelm. | BDA-Hist.: Q38184275 Status: § 2a Stand der BDA-Liste: 2025-06-30 Name: Kath. Pfarrkirche hl. Johannes der Täufer GstNr.: 139 Pfarrkirche hl. Johannes der Täufer, Höbersdorf               |
| ja   | Datei hochladen | Bildstock HERIS-ID: 5131 Objekt-ID: 993                                                       | Standort KG: Höbersdorf                                        | Das im 18. Jahrhundert errichtete und 1970 an den heutigen Standort versetzte Cholerakreuz ist eine einfache Steinsäule mit quadratischem Betonsockel, abgefastem Schaft, Kragenplatte und Dach mit aufgesetztem Kreuz. In den Schaft ist eine Inschrift eingeritzt. | BDA-Hist.: Q38184125 Status: § 2a Stand der BDA-Liste: 2025-06-30 Name: Bildstock GstNr.: 353/2 Bildstock (Höbersdorf)                                                                      |
| ja   | Datei hochladen | Wallfahrtskirche Maria Himmelfahrt HERIS-ID: 5105 Objekt-ID: 967                              | Kirchensteig 1 Standort KG: Oberhautzental                     | Die auf einer hügeligen Erhebung im Osten von Oberhautzental gelegene Wallfahrtskirche Maria Himmelfahrt ist eine spätgotische, ursprünglich zweischiffige, im Barock als Saalkirche adaptierte Wallfahrtskirche mit Nordturm. Sie ist von einer ehemaligen Friedhofsmauer mit barocken Torpfeilern umgeben. Das dreijochige Langhaus wurde um die Mitte des 15. Jahrhunderts errichtet. Der zweijochige Chor mit 5⁄8-Schluss stammt aus dem Jahr 1519. Der Nordturm stammt aus der Zeit des Chorbaus. Er wird von einem Zwiebelhelm von 1882 bekrönt. | BDA-Hist.: Q38179406 Status: § 2a Stand der BDA-Liste: 2025-06-30 Name: Wallfahrtskirche Maria Himmelfahrt GstNr.: 11 Wallfahrtskirche Oberhautzental                                       |
| ja   | Datei hochladen | Figurenbildstock Maria Immaculata HERIS-ID: 5107 Objekt-ID: 969                               | gegenüber von Marienplatz 1 Standort KG: Oberhautzental        | Bei der Kirche von Oberhautzental steht eine mit 1860 bezeichnete Maria-Immaculata-Säule. Seit dem Umbau des Feuerwehrhauses steht der Bildstock nicht mehr davor, sondern gegenüber, neben der Kirchentreppe. | BDA-Hist.: Q38179710 Status: § 2a Stand der BDA-Liste: 2025-06-30 Name: Figurenbildstock Maria Immaculata GstNr.: 865/2 Mariensäule (Oberhautzental)                                        |
| ja   | Datei hochladen | Pfarrhof HERIS-ID: 5106 Objekt-ID: 968                                                        | Marienplatz 3 Standort KG: Oberhautzental                      | Der Pfarrhof von Oberhautzental verfügt über einen eingeschoßigen Wohntrakt mit Schopfwalmdach aus dem letzten Viertel des 18. Jahrhunderts und einen östlich hakenförmig angebauten Wirtschaftsteil mit Satteldach aus der zweiten Hälfte des 19. Jahrhunderts. | BDA-Hist.: Q38179577 Status: § 2a Stand der BDA-Liste: 2025-06-30 Name: Pfarrhof GstNr.: 8 Pfarrhof (Oberhautzental)                                                                        |
| ja   | Datei hochladen | Schüttkasten (herrschaftlich) HERIS-ID: 5147 Objekt-ID: 1009                                  | Obermallebarn 31 Standort KG: Obermallebarn                    | Der Schüttkasten im Westen des Ortes ist ein kleiner, zweigeschoßiger Barockbau mit Faschengliederung und Schopfwalmdach. | BDA-Hist.: Q37715891 Status: Bescheid Stand der BDA-Liste: 2025-06-30 Name: Schüttkasten (herrschaftlich) GstNr.: 97 Schüttkasten (Obermallebarn)                                           |
| ja   | Datei hochladen | Pfarrhof HERIS-ID: 5143 Objekt-ID: 1005                                                       | Obermallebarn 44 Standort KG: Obermallebarn                    | Der ehemalige Pfarrhof verfügt über einen spätbarocken Baukern. | BDA-Hist.: Q37714949 Status: § 2a Stand der BDA-Liste: 2025-06-30 Name: Pfarrhof GstNr.: 2                                                                                                  |
| ja   | Datei hochladen | Kath. Pfarrkirche Hl. Dreifaltigkeit HERIS-ID: 5142 Objekt-ID: 1004                           | neben Obermallebarn 47 Standort KG: Obermallebarn              | Die Pfarrkirche hl. Dreifaltigkeit in Obermallebarn ist ein kapellenartiger Saalbau mit Giebelturm. Der erste Bau von 1729 wurde Mitte des 18. Jahrhunderts vergrößert und umgebaut. Das zweijochige Langhaus mit eingezogenem, dreiseitig geschlossenem Chor ist durch Faschen und umlaufendes Traufgesims einheitlich gegliedert. Die Fassadengestaltung ist im Plattenstil ausgeführt. Über dem Portalgewände ist ein Blendokulus zu sehen. Über der giebelartig abgeschrägten Attika mit Eckvasen erhebt sich ein Turm mit Rundbogenschallfenstern, Uhrengiebeln und Pyramidenhelm. An beiden Seiten des Chors befinden sich Anbauten. | BDA-Hist.: Q37714790 Status: § 2a Stand der BDA-Liste: 2025-06-30 Name: Kath. Pfarrkirche Hl. Dreifaltigkeit GstNr.: 1 Pfarrkirche Obermallebarn                                            |
| ja   | Datei hochladen | Bildstock HERIS-ID: 5141 Objekt-ID: 1003                                                      | Standort KG: Obermallebarn                                     | Die Lichtsäule im Westen von Obermallebarn ist ein gemauerter Achtseitpfeiler mit Tabernakelaufsatz und einem sekundären Müllerzeichen von 1633. | BDA-Hist.: Q37714661 Status: § 2a Stand der BDA-Liste: 2025-06-30 Name: Bildstock GstNr.: 897 Bildstock (Obermallebarn)                                                                     |
| ja   | Datei hochladen | Figur hl. Johannes Nepomuk HERIS-ID: 5145 Objekt-ID: 1007                                     | Standort KG: Obermallebarn                                     | Die Nepomukstatue in der Ortsmitte ist mit 1866 bezeichnet. | BDA-Hist.: Q37715707 Status: § 2a Stand der BDA-Liste: 2025-06-30 Name: Figur hl. Johannes Nepomuk GstNr.: 879 Hl Nepomuk (Obermallebarn)                                                   |
| ja   | Datei hochladen | Kapelle Schmerzhafte Muttergottes, Maria-Mallebarn-Kapelle HERIS-ID: 5146 Objekt-ID: 1008     | Standort KG: Obermallebarn                                     | Die Maria-Mallebarn-Kapelle nördlich des Ortes ist ein achtseitiger Zentralbau mit Kreuzarmen, der in der Längsachse in Rechteckform ausgeführt ist. Am Eingangsarm befinden sich Nischenausbuchtungen und nachträglich seitlich gestellte Turmanbauten mit Klangarkaden. Die Querarme sind halbkreisförmig. Der Bau ist durch ein Stutzpyramidendach mit Laterne gedeckt. Im Hauptraum ist ein Klostergewölbe mit Scheitelöffnung zu sehen. Das Achsenkreuz ist durch rechteckige und runde Öffnungen erschlossen. Zur Ausstattung zählt ein Gnadenbild Maria Dreieichen aus dem 19. Jahrhundert. | BDA-Hist.: Q37715798 Status: § 2a Stand der BDA-Liste: 2025-06-30 Name: Kapelle Schmerzhafte Muttergottes, Maria-Mallebern-Kapelle GstNr.: 805 Maria-Mallebarn-Kapelle                      |
| ja   | Datei hochladen | Friedhofskreuz HERIS-ID: 5148 Objekt-ID: 1010                                                 | Standort KG: Obermallebarn                                     | Das Steinkruzifix am Friedhof von Obermallebarn stammt aus dem Jahr 1784. | BDA-Hist.: Q37716489 Status: § 2a Stand der BDA-Liste: 2025-06-30 Name: Friedhofskreuz GstNr.: 320/1 Friedhofskreuz (Obermallebarn)                                                         |
| ja   | Datei hochladen | Bildstock HERIS-ID: 5133 Objekt-ID: 995 marterl.at: 4317                                      | bei Am Anger 6 Standort KG: Oberolberndorf                     | Die Hochmayersäule ist ein quadratischer, gefaster Sandsteinpfeiler mit drei Reliefdarstellungen und einer Inschrift am Tabernakel. Auf der Dachplatte ein geschwungener Aufbau mit reich verziertem, ca. 70 cm hohem Patriarchenkreuz aus Schmiedeeisen. Die gut erhaltene Inschrift lautet: „UNSER LIEBEN FRAU ZU EHREN HAT DIESES CREUTZ MACHEN LASSEN WOEFF HOCHMAYER 1708“. | BDA-Hist.: Q38184957 Status: § 2a Stand der BDA-Liste: 2025-06-30 Name: Bildstock GstNr.: 1029 Hochmayersäule, Oberolberndorf                                                               |
| ja   | Datei hochladen | Bildstock HERIS-ID: 5134 Objekt-ID: 996 marterl.at: 4316                                      | Am Anger 70, bei Standort KG: Oberolberndorf                   | Der Schutzsäule genannte Bildstock ist ein Sandsteinpfeiler mit einem gefasten Schaft ohne Kartusche, einem Quaderaufsatz mit vier Reliefdarstellungen, quadratischem Aufbau und pyramidenförmigem Helm auf Dachplatte mit Schmiedeeisenkreuz. Er wurde 1693 errichtet. Die Tabernakelsäule stand früher an der Abzweigung der Ortszufahrt (L1131) von der Straße Stockerau – Sierndorf (L30) . Die Reliefs am Tabernakel zeigen Maria Immaculata, den kreuztragenden Christus, den hl. Florian und die hl. Rosalia. Die Zusammenstellung der Heiligen und der ursprüngliche Aufstellungsort legen die Annahme nahe, dass der Pfeiler den Ort vor Pest und Feuer bewahren sollte. Die Neuaufstellung und Restaurierung führte Steinmetzmeister Walter Schindler aus Zissersdorf durch. Der frühere Standort und das Errichtungsjahr 1693 sind auf einem Aquarell von L. Hofbauer von 1901 angegeben. | BDA-Hist.: Q126369687 Status: § 2a Stand der BDA-Liste: 2025-06-30 Name: Bildstock GstNr.: 1029 Schutzsäule, Oberolberndorf                                                                 |
| ja   | Datei hochladen | Teufelhartmühle HERIS-ID: 5135 Objekt-ID: 997                                                 | Oberolberndorf 59 Standort KG: Oberolberndorf                  | Die Teufelhartmühle ist eine spätbarocke Hofanlage zwischen Oberolberndorf und Stockerau nahe dem Göllersbach, mit einem großen, eingeschoßigen Wohntrakt aus dem 2./3. Viertel des 18. Jahrhunderts. Der stattliche Bau wird von einem mächtigen Mansardensatteldach zwischen geschwungenen, durch Gesimsteilung doppelgeschoßigen Volutengiebeln mit Zapfen- und Vasenaufsätzen gedeckt. Im Erdgeschoß gibt es spätbarock verdachte Fenster mit Schmiedeeisenkörben sowie Stuckfelder. | BDA-Hist.: Q38185247 Status: § 57-Mandatsbescheid Stand der BDA-Liste: 2025-06-30 Name: Teufelhartmühle GstNr.: 621, 622, 620                                                               |
| ja   | Datei hochladen | Kath. Pfarrkirche hl. Pankratius HERIS-ID: 5137 Objekt-ID: 999                                | gegenüber Kirchengasse 3 Standort KG: Senning                  | Die ehemalige Wehrkirche hl. Pankratius ist ein gotischer Bau aus der Zeit um 1400, der 1774/1775 barock umgebaut und neu eingewölbt wurde. Das Langhaus hat Rundbogenfenster und an der Südseite ein gotisches, vermauertes Spitzbogenportal. Der leicht eingezogene Chor mit Fünfachtelschluss und kräftigen Strebepfeilern verfügt über gotische Spitzbogenfenster. Der vorgebaute Westturm ist zweizonig und mit rundbogigen Schallfenstern ausgestattet. Im Süden befindet sich eine im Kern gotische Sakristei mit Pultdach. Die Kapelle im Norden stammt aus dem Jahr 1897. | BDA-Hist.: Q38185636 Status: § 2a Stand der BDA-Liste: 2025-06-30 Name: Kath. Pfarrkirche hl. Pankratius GstNr.: 1 Pfarrkirche (Senning)                                                    |
| ja   | Datei hochladen | Friedhofskreuz HERIS-ID: 5138 Objekt-ID: 1000                                                 | gegenüber Kirchengasse 3 Standort KG: Senning                  | Das Friedhofskreuz von Senning steht auf einem Rokokosockel. Laut einer Urkunde wird es Bernhard Schilcher zugeschrieben. Es wurde um 1765 geschaffen und im Jahre 1913 am Friedhof aufgestellt. | BDA-Hist.: Q37712494 Status: § 2a Stand der BDA-Liste: 2025-06-30 Name: Friedhofskreuz GstNr.: 1 Friedhofskreuz (Senning)                                                                   |
| ja   | Datei hochladen | Kreuzigungsgruppe HERIS-ID: 5112 Objekt-ID: 974 marterl.at: 4129                              | neben Schulstraße 16 Standort KG: Sierndorf                    | Die aus einem einzigen Sandsteinblock gefertigte Kreuzigungsgruppe erhebt sich über einer Gruft, in der 18 Priester begraben sind. Das barocke Denkmal besteht aus einem riffartigen Felsen, dekoriert mit Pflanzen und Muscheln, dem Kalvarienberg mit Kreuz und Corpus Christi sowie Darstellungen von Maria Magdalena, der Mutter Gottes und des Evangelisten Johannes. | BDA-Hist.: Q38180641 Status: § 2a Stand der BDA-Liste: 2025-06-30 Name: Kreuzigungsgruppe GstNr.: 6 Kreuzigungsgruppe (Sierndorf)                                                           |
| ja   | Datei hochladen | Schloss Sierndorf HERIS-ID: 5121 Objekt-ID: 983                                               | Im Schlosspark 1 Standort KG: Sierndorf                        | Das Schloss in Sierndorf ist eine vierflügelige, von einem Park umgebene, dreigeschoßige Anlage mit Eckrisaliten, die um einen rechteckigen Hof angelegt ist. In der Südostecke befindet sich die ehemalige Schlosskapelle und heutige Pfarrkirche Sierndorf. Von der 1840 abgetragenen Wehranlage sind Reste von Erdbastionen und einem Burggraben an der Südwestecke erhalten. | BDA-Hist.: Q38182273 Status: Bescheid Stand der BDA-Liste: 2025-06-30 Name: Schloss Sierndorf GstNr.: .3/1, .3/2 Schloss Sierndorf                                                          |
| ja   | Datei hochladen | Mariensäule HERIS-ID: 5114 Objekt-ID: 976                                                     | Schloßstraße 1, in der Nähe Standort KG: Sierndorf             | Die Mariensäule am Marktplatz von Sierndorf ist mit 1722 bezeichnet. Auf ihrem dreiseitigen Sockel stehen Eckstatuen von Erzengeln. Bekrönt wird die Säule von einer Maria-Immaculata-Figur. | BDA-Hist.: Q38180895 Status: § 2a Stand der BDA-Liste: 2025-06-30 Name: Mariensäule GstNr.: 1037/1 Mariensäule (Sierndorf)                                                                  |
| ja   | Datei hochladen | Pranger HERIS-ID: 5115 Objekt-ID: 977                                                         | Marktplatz Standort KG: Sierndorf                              | Der Pranger auf dem Marktplatz von Sierndorf wurde um 1580 aufgestellt. Sein zweizoniger Achtseitpfeiler ist durch ein gebuckeltes Kelchkapitell unterteilt und wird von einer Rolandstatue bekrönt. | BDA-Hist.: Q38181060 Status: § 2a Stand der BDA-Liste: 2025-06-30 Name: Pranger GstNr.: 1037/1 Pranger (Sierndorf)                                                                          |
| ja   | Datei hochladen | Hauszeichen, Schmiedeeisenausleger des Gasthofes Goldener Adler HERIS-ID: 5118 Objekt-ID: 980 | Prager Straße 17 Standort KG: Sierndorf                        | Der zweigeschoßige Gasthof wurde um 1598 und 1710 urkundlich genannt. Der wohl barocke Altbau hat einen Schmiedeeisenausleger von 1774. | BDA-Hist.: Q38181659 Status: Bescheid Stand der BDA-Liste: 2025-06-30 Name: Hauszeichen, Schmiedeeisenausleger des Gasthofes Goldener Adler GstNr.: .87/1 Schmiedeeisenausleger (Sierndorf) |
| ja   | Datei hochladen | Bildstock HERIS-ID: 5117 Objekt-ID: 979                                                       | gegenüber Prager Straße 19 Standort KG: Sierndorf              | Der Tabernakelpfeiler im Nordteil von Sierndorf vor dem Schlosspark ist mit 1609 bezeichnet. Sein achtseitiger Schaft wird von einem Gehäuse mit Pyramidenspitze bekrönt. | BDA-Hist.: Q38181460 Status: § 2a Stand der BDA-Liste: 2025-06-30 Name: Bildstock GstNr.: 1037/1                                                                                            |
| ja   | Datei hochladen | Figur hl. Johannes Nepomuk HERIS-ID: 5116 Objekt-ID: 978                                      | gegenüber Prager Straße 22 Standort KG: Sierndorf              | Die Johannes-Nepomuk-Statue im Nordteil des Marktes stammt aus dem zweiten Viertel des 18. Jahrhunderts. | BDA-Hist.: Q38181326 Status: Bescheid Stand der BDA-Liste: 2025-06-30 Name: Figur hl. Johannes Nepomuk/Johannes Nepomuk-Bildstock GstNr.: 3/1 Hl Nepomuk (Sierndorf)                        |
| ja   | Datei hochladen | Bildstock HERIS-ID: 5120 Objekt-ID: 982 marterl.at: 4133                                      | Standort KG: Sierndorf                                         | Das als Höllerkreuz (auch: Schmiedkreuz oder Kufmüllerkreuz) bekannte Denkmal besteht aus einem niedrigen, quadratischen Sockel, einem schlanken quadratischen Sandsteinpfeiler und einem Reliefaufsatz, der durch eine Steinplastik der Pietà unter den drei Eichenbäumen bekrönt wird. Auf den Relieftafeln sind die Pestheiligen Sebastian, Rochus und Rosalia sowie eine betende Frau zu sehen, bei der es sich um Barbara, die Nothelferin der Sterbenden handeln könnte. Das Denkmal wurde um 1950 durch einen Unfall beschädigt und im frühen 21. Jahrhundert mit einem neuen Pfeiler wiederhergestellt. | BDA-Hist.: Q38182094 Status: § 2a Stand der BDA-Liste: 2025-06-30 Name: Bildstock GstNr.: 1460 Bildstock (Sierndorf)                                                                        |
| ja   | Datei hochladen | Ortskapelle HERIS-ID: 5125 Objekt-ID: 987                                                     | gegenüber Hauptstraße 34 Standort KG: Unterhautzental          | Die Ortskapelle hl. Leonhard in Unterhautzental ist ein 1935 errichteter, schlichter, dreiseitig geschlossener, innen flach gedeckter Bau mit vorgestelltem Fassadenturm. Im Inneren befindet sich ein Tabernakelaufbau mit Adorationsengeln aus der Zeit um 1780, der aus der Pfarrkirche Senning stammt. Die Glocke wurde von Johann Caspar Hofbauer 1773 gegossen. | BDA-Hist.: Q38183212 Status: § 2a Stand der BDA-Liste: 2025-06-30 Name: Ortskapelle GstNr.: 99 Ortskapelle (Unterhautzental)                                                                |
| ja   | Datei hochladen | Wallfahrer-Kreuz HERIS-ID: 5126 Objekt-ID: 988 marterl.at: 4249                               | Standort KG: Unterhautzental                                   | Dieses Scheidewegkreuz, das die Abzweigung der Straße nach Zissersdorf und Hausleiten markierte, wurde 1985 restauriert. Der nach zwei Seiten offene Tabernakel enthält seither eine Keramik, deren Motiv dem Altarbild der Oberhautzentaler Kirche nachempfunden ist. | BDA-Hist.: Q38183532 Status: § 2a Stand der BDA-Liste: 2025-06-30 Name: Bildstock GstNr.: 705/1 Wallfahrer Kreuz Unterhautzental                                                            |
| ja   | Datei hochladen | Bildstock HERIS-ID: 5128 Objekt-ID: 990                                                       | nördlich Großmugler Straße 7 Standort KG: Untermallebarn       | Der abgefaste Schaft dieses Bildstocks stammt aus dem 16. Jahrhundert, der Tabernakelaufsatz ist neueren Datums. | BDA-Hist.: Q114614700 Status: § 2a Stand der BDA-Liste: 2025-06-30 Name: Bildstock GstNr.: 357                                                                                              |
| ja   | Datei hochladen | Pest-/Dreifaltigkeitssäule HERIS-ID: 5111 Objekt-ID: 973                                      | bei Untermallebarn 7 Standort KG: Untermallebarn               | Die mit 1832 bezeichnete Dreifaltigkeitssäule verfügt über eine Maria-Immaculata-Statue sowie über seitliche Sitzfiguren der Hll. Barbara und Rosalia. | BDA-Hist.: Q38180582 Status: § 2a Stand der BDA-Liste: 2025-06-30 Name: Pest-/Dreifaltigkeitssäule GstNr.: 67/3 Dreifaltigkeitssäule (Untermallebarn)                                       |
| ja   | Datei hochladen | Ortskapelle hl. Leonhard HERIS-ID: 5110 Objekt-ID: 972                                        | gegenüber Untermallebarn 46 Standort KG: Untermallebarn        | Die 1753/1754 errichtete Ortskapelle hl. Leonhard in Untermallebarn ist ein zweijochiger Bau mit Faschengliederung und Rundbogenfenstern. Der vorgestellte Fassadenturm ist von einem Pyramidenhelm bekrönt. Im Portalgewände ist er mit „1754“ bezeichnet. In einer Nische steht eine spätbarocke Figur des hl. Florian. | BDA-Hist.: Q38180464 Status: § 2a Stand der BDA-Liste: 2025-06-30 Name: Ortskapelle hl. Leonhard GstNr.: 84 Ortskapelle (Untermallebarn)                                                    |
| ja   | Datei hochladen | Ortskapelle hl. Jakob der Ältere HERIS-ID: 5140 Objekt-ID: 1002                               | gegenüber Unterparschenbrunn 2 Standort KG: Unterparschenbrunn | Die Ortskapelle hl. Jakob der Ältere ist ein faschengegliederter Bau in Barockformen mit halbkreisförmiger Apsis, Rundbogenfenstern und einem sich zwischen Giebelanschwüngen erhebenden Fassadenturm. Über dem vierjochigen Innenraum ruht ein queroblonges Platzlgewölbe mit Gurten auf Pilastern. Im Eingangsjoch dienen zwei Pfeiler als Turmstützen. Zur Ausstattung zählen ein barockisierender Tabernakelaufbau, ein Ölbild des hl. Jakobus aus der Bauzeit, Kreuzwegbilder aus der ersten Hälfte des 19. Jahrhunderts sowie eine Glocke von Johann Caspar Hofbauer aus dem Jahr 1773. | BDA-Hist.: Q37714036 Status: § 2a Stand der BDA-Liste: 2025-06-30 Name: Ortskapelle hl. Jakob der Ältere GstNr.: 278 Ortskapelle Unterparschenbrunn                                         |